# Tudor Manolescu
Tudor Manolescu (n. 27 septembrie 1951) este un fost deputat român în legislatura 1992-1996, ales în județul Botoșani pe listele partidului PDSR.